# 蔣浤
蔣浤（1445年—？），字維深，應天府上元縣官籍直隸長洲縣人，明朝政治人物。

## 生平
成化十六年（1480年）庚子科應天府鄉試第十九名舉人。成化二十三年（1487年）中式丁未科會試第二名，三甲第一百七十七名進士。歷官南京吏部郎中，十二年二月升江西布政司左參議。

## 家族
曾祖蔣文德；祖父蔣善，通判；父蔣𤪌，母王氏。严侍下，弟淮、涧。